# Benjamin Hassan
Benjamin Hassan, né le 4 février 1995 à Merzig, est un joueur de tennis germano-libanais, professionnel depuis 2017.

## Carrière
Benjamin Hassan est né en Allemagne où son père s'est installé après avoir fui la guerre civile dans les années 1980.
Sans être passé par la catégorie junior, il écume le circuit secondaire allemand tout en poursuivant ses études avant de devenir professionnel à 22 ans. Il atteint quatre finales lors de sa première année à Middelkerke, Forbach et deux à Doha. C'est dans cette ville qu'il s'adjuge son premier titre en mars 2018. Principalement actif sur le circuit Challenger, il est quart de finaliste à Aix-en-Provence puis demi-finaliste à Vicence en 2019. Il obtient un second trophée en Futures à Manacor en janvier 2022 et dispute cette année-là la finale du Challenger de Troyes. En 2023, il est cinq fois demi-finaliste en Challenger et joue deux finales qu'il perd à Grodzisk Mazowiecki et Lisbonne. En octobre, il se qualifie pour les tournois ATP de Stockholm et de Bâle.
En janvier 2024, il participe aux qualifications de l'Open d'Australie où il passe un tour. Deux mois plus tard, il bat Arthur Cazaux en qualifications à Indian Wells. En avril, il passe un tour en double au Masters de Madrid avec Abdullah Shelbayh et se qualifie en simple où il s'incline contre Borna Ćorić. En juillet, il reçoit une invitation au titre du quota d'universalité de la part de la commission tripartite du CIO pour participer aux Jeux olympiques de Paris, une première en tennis pour un Libanais. Au premier tour, il écarte l'Américain Christopher Eubanks (6-4, 6-2) avant d'être battu par l'Argentin Sebastián Báez (6-2, 3-6, 7-63). Il joue également en double avec Hady Habib et sont éliminés par les Australiens Matthew Ebden et John Peers. Sur le circuit Challenger, il est quatre fois demi-finaliste en simple et s'impose en double à Gênes avec David Vega Hernández et Yokohama associé à Saketh Myneni.
En mai 2025, il devient le premier libanais à se qualifier pour les Internationaux de France, imitant Habib quelques mois après la qualification de ce dernier à l'Open d'Australie.
Membre de l'équipe du Liban de Coupe Davis depuis 2018, il ne représente le pays sur le circuit que depuis mars 2023.

## Parcours dans les tournois duGrand Chelem

### En simple
| Année | Open d'Australie | Open d'Australie | Internationaux de France | Internationaux de France | Wimbledon | Wimbledon       | US Open | US Open      |
| ----- | ---------------- | ---------------- | ------------------------ | ------------------------ | --------- | --------------- | ------- | ------------ |
| 2024  | Q2               | Flavio Cobolli   | Q2                       | Andrea Vavassori         | Q1        | James Duckworth | Q1      | P-H. Herbert |
| 2025  | Q2               | Aziz Dougaz      | 1er tour (1/64)          | Matteo Gigante           | Q3        | Filip Misolic   |         |              |

N.B. : à droite du résultat se trouve le nom de l'ultime adversaire.

## Parcours dans lesMasters 1000
| Année | Indian Wells | Miami | Monte-Carlo | Madrid            | Rome | Canada | Cincinnati | Shanghai | Paris |
| ----- | ------------ | ----- | ----------- | ----------------- | ---- | ------ | ---------- | -------- | ----- |
| 2024  | —            | —     | —           | 1er tour B. Ćorić | —    | —      | —          | —        | —     |

N.B. : sous le résultat se trouve le nom de l’ultime adversaire.

## Classements ATP de fin de saison
| Année          | 2014 | 2015 | 2016 | 2017 | 2018 | 2019 | 2020 | 2021 | 2022 | 2023 | 2024 |
| Rang en simple | 1581 | 1449 | 1309 | 627  | 409  | 319  | 367  | 384  | 308  | 151  | 218  |
| Rang en double | –    | 1455 | –    | –    | 1034 | 1035 | 1357 | 539  | 407  | 1144 | 196  |

Source : (en) Classements de Benjamin Hassan sur le site officiel de la Fédération internationale de tennis